# Правило 63
Правило 63 је интернет мем који каже да, по правилу, 'за сваки дати мушки лик постоји женска верзија тог лика' и обрнуто. То је једно од 'Правила интернета' које је почело 2006. године као водич за бонтон на 4chanu и на крају су проширени укључивањем намерног исмевања правила, чији је пример правило 63. Правило 64 је почело да види општу употребу у фандом заједницама као термин који се односи на званичне родне промене постојећих измишљених ликова.

## Порекло
Пре стварања Правила 63, мењање пола је популаризовано у видео игри Darkstalkers из 1990-их завршним потезом лика Демитрија Максимова, вампира. Названо 'Поноћно блаженство', подразумевало је бацање руже на лик да би се трансформисао у беспомоћну девојку и потпуно исцрпио животну енергију. Ове женске интерпретације постале су популарне и резултирале су великом количином фан арта, као и подстицањем уметности замене полова других мушких и женских ликова.
Правило 63 настало је средином 2007. године као додатак хумористичним 'Правилима интернета', првобитно насталим крајем 2006. године на 4chan. Правило 63 наводи две изјаве:
1. 'за сваки дати мушки лик постоји женска верзија тог лика', и
2. 'за сваки женски лик постоји мушка верзија тог лика'.

Примат транзиције од мушкарца до жене садржи подразумевани подтекст да је преокрет између женског и мушког пола мање важан.

## Употреба
Правило 63 се обично користи као термин који се односи на замењене полне интерпретације постојећих ликова у радовима фанова, као што су фан арт, фантастика и косплеј, а посебно је распрострањено у заједници аниме и манга, где су настале заједнице око романтичних односa измене полова. Добро познати пример за то је Bowsette, женска верзија Mario антагонисте Баузерa који је постао један од најпопуларнијих интернет мемова 2018. године.
Креирање косплеја по Правилу 63, као што су суперхероји са замењеном полом, популарно је међу женским косплееркама јер им даје могућност да приказују улоге изван друштвено одобрених родних сценарија. Сматра се оснажујућим, дозвољавајући косплејерима да носе одећу и оружје које обично није приуштено женским ликовима.

## Значајни примери

### На филму и телевизији
- Време је за авантуру је добила спиноф серију под називом Fionna and Cake, засновану на истоименој епизоди оригиналне емисије, у којој су Фин и Џејк замењени полови као главни ликови, као и верзије других ликова који су се касније појавили у другим епизодама.[7]
- Поновно покретање Истеривача духова из 2016. године представљало је глумачку поставу женских главних улога која је названа 'доказ Правила 63', са уоченим сличностима између сваког члана тима и једног од првобитних чланова мушког тима. То је названо службеним признањем онога што је раније био незваничан феномен међу фановима.

### У видео игрицама
- У серији Mario, лик Bowsette направљена од обожаватеља је женска верзија мушког антагонисте Bowser, створена употребом Super Crown, појачања која свом кориснику даје изглед и способности принцезе Брескве. Нинтендово званично појашњење је да предмет може да користи само Toadette, а стварање Bowsette je 'технички немогуће'.[8]